# Echinopsis
Echinopsis ist eine Pflanzengattung aus der Familie der Kakteengewächse (Cactaceae). Der botanische Name der Gattung leitet sich von den griechischen Worten „έχίνος“ (echinos) für Igel und „όψις“ (opsis) für „Aussehen“ ab. Er verweist auf die kugelförmigen, dornigen Pflanzenkörper.

## Beschreibung
Die Arten der Gattung Echinopsis wachsen baumförmig bis strauchartig oder mit großen bis zwergigen, kugelförmigen Pflanzenkörpern einzeln oder in Gruppen. Die Triebe sind schlank zylindrisch bis niedergedrückt kugelförmig bis kugelförmig. Auf den Kanten der wenigen bis zahlreichen, meist deutlichen Rippen sitzen meist rundliche und bewollte Areolen. Aus ihnen entspringen wenige bis zahlreiche, manchmal sehr kräftige oder nur borstenarte Dornen.
Die häufig großen, radiärsymmetrischen, trichter- bis stieltellerförmigen oder glockenförmige  Blüten erscheinen seitlich oder in der Nähe der Triebspitze. Sie öffnen sich am Tag und in der Nacht. Ihr Perikarpell und ihre Blütenröhre sind meistens mit zahlreichen, schmalen Schuppen und dicht behaarten Areolen, die selten zusätzliche Borsten aber nie Dornen aufweisen, besetzt. Die zahlreichen Staubblätter stehen meist in zwei Reihen, von denen die obere den Schlundkranz bildet.
Die kugel- bis eiförmigen bis länglichen Früchte sind fleischig bis trocken und reißen häufig der Länge nach oder unregelmäßig auf. Sie enthalten kugel- bis eiförmige, matt bis glänzend schwarze Samen.

## Systematik und Verbreitung

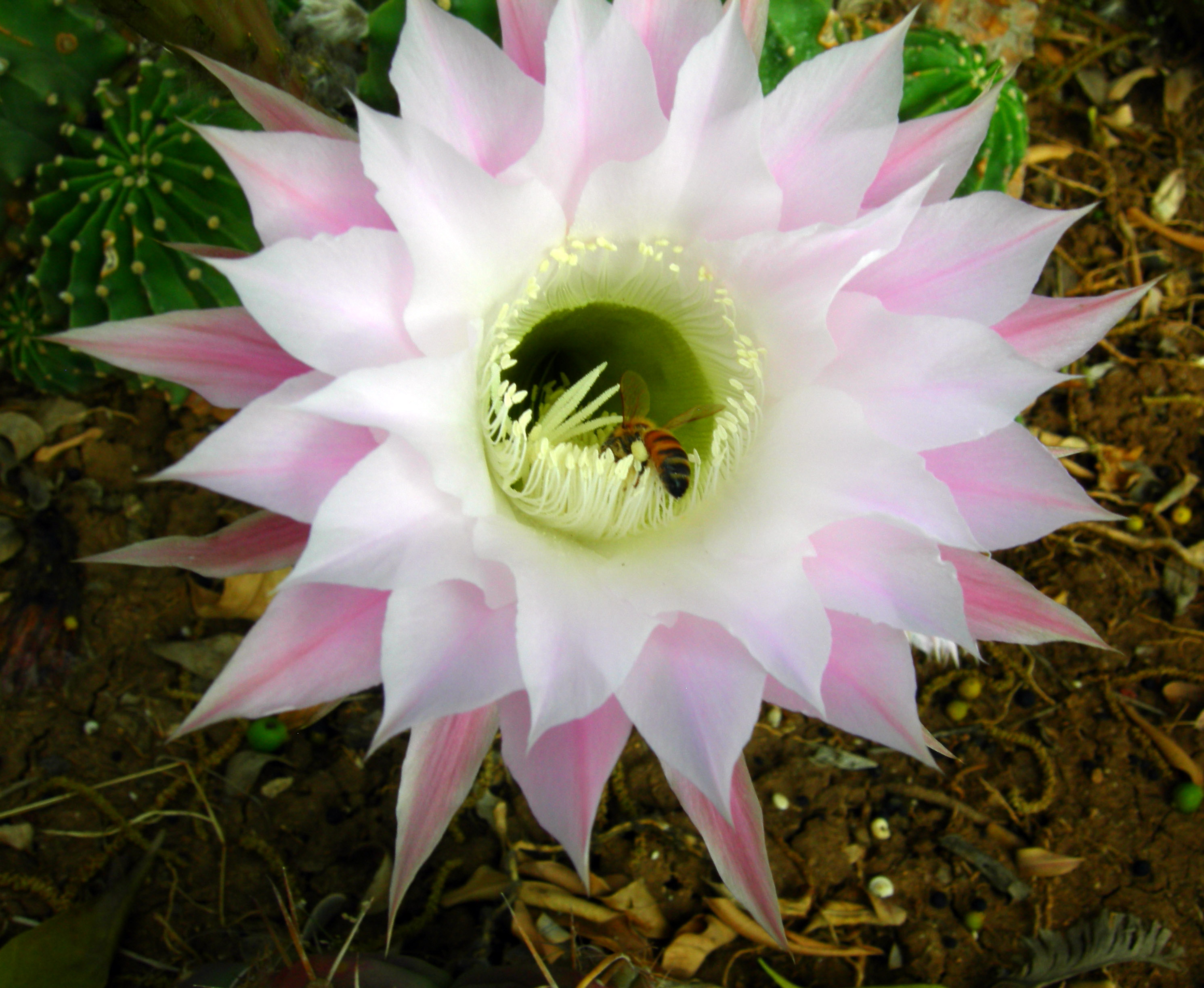
Echinopsis eyriesii

Die Gattung Echinopsis ist in Mittel- und Süd-Brasilien, Paraguay, Uruguay, Peru, Bolivien, Argentinien und Chile verbreitet.
Die Erstbeschreibung wurde 1837 von Joseph Gerhard Zuccarini veröffentlicht. Die Typusart der Gattung ist Echinocactus eyriesii.

### Systematik nach N.Korotkova et al. (2021)
Nach der Wiederanerkennung der Gattungen Acanthocalycium, Chamaecereus, Leucostele, Lobivia, Reicheocactus, Setiechinopsis, Soehrensia und Trichocereus umfasst die Gattung nur noch folgende Arten:
- - Echinopsis aurea Britton & Rose
    - Echinopsis aurea subsp. albiflora (Rausch) Lodé
    - Echinopsis aurea subsp. aurea
    - Echinopsis aurea subsp. dobeana (Dölz) Lodé
    - Echinopsis aurea subsp. fallax (Oehme) M.Lowry
    - Echinopsis aurea subsp. leucomalla (Wessner) Schlumpb.
    - Echinopsis aurea subsp. shaferi (Britton & Rose) M.Lowry

  - Echinopsis breviflora (Backeb.) M.Lowry
  - Echinopsis calochlora K.Schum.
  - Echinopsis chrysantha Werderm.
  - Echinopsis densispina Werderm.
  - Echinopsis haematantha (Speg.) D.R.Hunt
  - Echinopsis hammerschmidii Cárdenas
  - Echinopsis huotii (F.Cels) Labour.
  - Echinopsis ibicuatensis Cárdenas
  - Echinopsis jajoiana (Backeb.) Blossf.
  - Echinopsis marsoneri Werderm.
  - Echinopsis mieckleyi R.Mey.
  - Echinopsis oxygona (Link) Zucc. ex Pfeiff.
  - Echinopsis silvestrii Speg.
  - Echinopsis tubiflora (Pfeiff.) Zucc. ex A.Dietr.
    - Echinopsis tubiflora subsp. callochrysea (F.Ritter) Schlumpb.
    - Echinopsis tubiflora subsp. tubiflora

Synonyme der Gattung sind Echinonyctanthus Lem. (1839), Aureilobivia Frič ex Kreuz. (1935), Hymenorebulobivia Frič ex Kreuz. (1935, nom. inval), Lobiviopsis Frič ex Kreuz. (1935), Hymenorebutia Frič ex Buining (1939), Acantholobivia Backeb. (1942), Acanthanthus Y.Itô (1981, nom. illeg.), Pseudolobivia (Backeb.) Backeb. (1942), Megalobivia Y.Itô (1950, nom. inval.), Pilopsis Y.Itô (1950, nom. inval.), Furiolobivia Y.Itô (1957), Salpingolobivia Y.Itô (1957), ×Echinobivia G.D.Rowley (1966), Cosmantha Y.Itô (1967), ×Salpingolobiviopsis Y.Itô (1967), ×Soehrenantha Y.Itô (1976), ×Soehrenfuria Y.Itô(1981), ×Soehrenlobivia Y.Itô (1981), ×Chamaecereopsis P.V.Heath (1992) und ×Soehrenopsis Ficzere & Fabian (2015).

### Systematik nach E.F.Anderson/Eggli (2005)
Zur Gattung Echinopsis gehören die folgenden Arten:
- Echinopsis adolfofriedrichii G.Moser = Echinopsis oxygona (Link) Zucc.
- Echinopsis ancistrophora Speg. ≡ Lobivia ancistrophora (Speg.) Schlumpb.
  - Echinopsis ancistrophora subsp. ancistrophora
  - Echinopsis ancistrophora subsp. arachnacantha (Buining & F.Ritter) Rausch ≡ Lobivia arachnacantha Buining & F.Ritter
  - Echinopsis ancistrophora subsp. cardenasiana (Rausch) Rausch ≡ Lobivia cardenasiana Rausch
- Echinopsis angelesiae (R.Kiesling) G.D.Rowley ≡ Soehrensia angelesiae (R.Kiesling) Schlumpb.
- Echinopsis antezanae (Cárdenas) H.Friedrich & G.D.Rowley
- Echinopsis arboricola (Kimnach) Mottram ≡ Soehrensia arboricola (Kimnach) Schlumpb.
- Echinopsis arebaloi Cárdenas = Echinopsis huotii (F.Cels) Labour.
- Echinopsis atacamensis (Phil.) H.Friedrich & G.D.Rowley ≡ Leucostele atacamensis (Phil.) Schlumpb.
  - Echinopsis atacamensis subsp. atacamensis ≡ Leucostele atacamensis subsp. atacamensis
  - Echinopsis atacamensis subsp. pasacana (F.A.C.Weber) G.Navarro ≡ Leucostele atacamensis subsp. pasacana (F.A.C.Weber ex Rümpler) Schlumpb.
- Echinopsis aurea Britton & Rose
- Echinopsis backebergii Werderm. ≡ Lobivia backebergii (Werderm.) Backeb.
- Echinopsis baldiana Speg. = Acanthocalycium leucanthum (Gillies ex Salm-Dyck) Schlumpb.
- Echinopsis bertramiana (Backeb.) H.Friedrich & G.D.Rowley = Soehrensia tarijensis subsp. bertramiana (Backeb.) Schlumpb.
- Echinopsis bonnieae (Halda, Hogan & Janeba) Halda & Malina ≡ Reicheocactus bonnieae (Halda, Hogan & Janeba) Schlumpb.
- Echinopsis boyuibensis F.Ritter ≡ Lobivia boyuibensis (F.Ritter) Schlumpb.
- Echinopsis brasiliensis Frič ex Pazout = Echinopsis oxygona (Link) Zucc.
- Echinopsis bridgesii Salm-Dyck ≡ Lobivia bridgesii (Salm-Dyck) Schlumpb.
  - Echinopsis bridgesii subsp. bridgesii
  - Echinopsis bridgesii subsp. yungasensis (F.Ritter) P.J.Braun & Esteves
- Echinopsis bruchii (Britton & Rose) A.Cast. & H.V.Lelong ≡ Soehrensia bruchii (Britton & Rose) Backeb.
- Echinopsis ×cabrerae (R.Kiesling) G.D.Rowley
- Echinopsis caineana (Cárdenas) D.R.Hunt ≡ Lobivia caineana Cárdenas
- Echinopsis cajasensis F.Ritter = Lobivia mamillosa (Gürke) Schlumpb.
- Echinopsis calliantholilacina Cárdenas = Lobivia obrepanda (Salm-Dyck) Schlumpb.
- Echinopsis callichroma Cárdenas = Lobivia obrepanda (Salm-Dyck) Schlumpb.
- Echinopsis calochlora K.Schum.
  - Echinopsis calochlora subsp. calochlora
  - Echinopsis calochlora subsp. glaetzleana P.J.Braun & Esteves = Echinopsis calochlora K.Schum.
- Echinopsis camarguensis (Cárdenas) H.Friedrich & G.D.Rowley ≡ Soehrensia camarguensis (Cárdenas) Schlumpb.
- Echinopsis candicans (Gillies ex Salm-Dyck) D.R.Hunt ≡ Soehrensia candicans (Gillies ex Salm-Dyck) Schlumpb.
- Echinopsis cephalomacrostibas (Werderm. & Backeb.) H.Friedrich & G.D.Rowley ≡ Weberbauerocereus cephalomacrostibas (Werderm. & Backeb.) F.Ritter
- Echinopsis cerdana Cárdenas = Lobivia ferox Britton & Rose
- Echinopsis chalaensis (Rauh & Backeb.) H.Friedrich & G.D.Rowley ≡ Trichocereus chalaensis Rauh & Backeb.
- Echinopsis chamaecereus H.Friedrich & Glaetzle ≡ Chamaecereus silvestrii (Speg.) Britton & Rose
- Echinopsis chiloensis (Colla) H.Friedrich & G.D.Rowley ≡ Leucostele chiloensis (Colla) Schlumpb.
- Echinopsis chrysantha Werderm.
- Echinopsis chrysochete Werderm. ≡ Lobivia chrysochete (Werderm.) Wessner
- Echinopsis cinnabarina (Hook.) Labour. ≡ Lobivia cinnabarina (Hook.) Britton & Rose
- Echinopsis clavata (F.Ritter) D.R.Hunt ≡ Trichocereus clavatus F.Ritter
- Echinopsis cochabambensis Backeb. = Echinopsis huotii (F.Cels) Labour.
- Echinopsis comarapana Cárdenas = Echinopsis huotii (F.Cels) Labour.
- Echinopsis conaconensis (Cárdenas) H.Friedrich & G.D.Rowley = Soehrensia tarijensis subsp. bertramiana (Backeb.) Schlumpb.
- Echinopsis coquimbana (Molina) H.Friedrich & G.D.Rowley
- Echinopsis coronata Cárdenas ≡ Lobivia coronata (Cárdenas) Schlumpb.
- Echinopsis cotacajesi Cárdenas = Lobivia bridgesii subsp. vallegrandensis (Cárdenas) Schlumpb.
- Echinopsis crassicaulis (Backeb. ex R.Kiesling) H.Friedrich & Glaetzle ≡ Soehrensia crassicaulis (R.Kiesling) Schlumpb.
- Echinopsis cuzcoensis (Britton & Rose) H.Friedrich & G.D.Rowley ≡ Trichocereus cuzcoensis Britton & Rose
- Echinopsis densispina Werderm.
- Echinopsis deserticola (Werderm.) H.Friedrich & G.D.Rowley ≡ Leucostele deserticola (Werderm.) Schlumpb.
- Echinopsis escayachensis (Cárdenas) H.Friedrich & G.D.Rowley = Leucostele werdermanniana (Backeb.) Schlumpb.
- Echinopsis eyriesii (Turpin) Zucc. ex Pfeiff. & Otto = Echinopsis oxygona (Link) Zucc.
- Echinopsis fabrisii (R.Kiesling) G.D.Rowley ≡ Soehrensia fabrisii (R.Kiesling) Schlumpb.
- Echinopsis famatimensis (Speg.) Werderm. ≡ Reicheocactus famatinensis (Speg.) Schlumpb.
- Echinopsis ferox (Britton & Rose) Backeb. ≡ Lobivia ferox Britton & Rose
- Echinopsis formosa (Pfeiff.) Jacobi ex Salm-Dyck ≡ Soehrensia formosa (Pfeiff.) Backeb.
- Echinopsis friedrichii G.D.Rowley = Soehrensia schickendantzii (F.A.C.Weber) Schlumpb.
- Echinopsis glauca (F.Ritter) H.Friedrich & G.D.Rowley = Trichocereus chalaensis Rauh & Backeb.
- Echinopsis haematantha (Speg.) D.R.Hunt
- Echinopsis hahniana (Backeb.) R.S.Wallace ≡ Soehrensia hahniana (Backeb.) Schlumpb.
- Echinopsis hammerschmidii Cárdenas
- Echinopsis hertrichiana (Backeb.) D.R.Hunt ≡ Lobivia hertrichiana Backeb.
- Echinopsis huascha (F.A.C.Weber) H.Friedrich & G.D.Rowley ≡ Soehrensia huascha (F.A.C.Weber) Schlumpb.
- Echinopsis huotii (F.Cels) Labour.
  - Echinopsis huotii subsp. huotii
  - Echinopsis huotii subsp. vallegrandensis (Cárdenas) G.Navarro = Lobivia bridgesii subsp. vallegrandensis (Cárdenas) Schlumpb.
- Echinopsis hystrichoides F.Ritter = Lobivia mamillosa (Gürke) Schlumpb.
- Echinopsis ibicuatensis Cárdenas
- Echinopsis ×imperialis Hort. Hummel ex Poind. ≡ ×Trichoechinopsis imperialis (Hummel) Backeb. comb. inval.
- Echinopsis kladiwaiana Rausch = Lobivia bridgesii (Salm-Dyck) Schlumpb.
- Echinopsis klingleriana Cárdenas = Acanthocalycium rhodotrichum subsp. chacoanum (Schütz) Schlumpb.
- Echinopsis knuthiana (Backeb.) H.Friedrich & G.D.Rowley = Trichocereus cuzcoensis Britton & Rose
- Echinopsis korethroides Werderm.  ≡ Soehrensia formosa subsp. korethroides (Werderm.) Schlumpb.
- Echinopsis lageniformis (C.F.Först.) H.Friedrich & G.D.Rowley = Trichocereus bridgesii (Salm-Dyck) Britton & Rose
- Echinopsis lamprochlora (Lem.) F.A.C.Weber ex H.Friedrich & Glaetzle
- Echinopsis lateritia Gürke ≡ Lobivia lateritia (Gürke) Britton & Rose
- Echinopsis leucantha (Gillies ex Salm-Dyck) Walp. ≡ Acanthocalycium leucanthum (Gillies ex Salm-Dyck) Schlumpb.
- Echinopsis litoralis (Johow) H.Friedrich & G.D.Rowley ≡ Leucostele litoralis (Johow) P.C.Guerrero & Helmut Walter
- Echinopsis macrogona (Salm-Dyck) H.Friedrich & G.D.Rowley ≡ Trichocereus macrogonus (Salm-Dyck) Riccob.
- Echinopsis mamillosa Gürke ≡ Lobivia mamillosa (Gürke) Schlumpb.
  - Echinopsis mamillosa subsp. mamillosa
  - Echinopsis mamillosa subsp. silvatica (F.Ritter) P.J.Braun & Esteves
- Echinopsis marsoneri Werderm.
- Echinopsis mataranensis Cárdenas = Lobivia obrepanda (Salm-Dyck) Schlumpb.
- Echinopsis maximiliana Heyder ex A.Dietr. ≡ Lobivia maximiliana (Heyder ex A.Dietr.) Backeb. ex Rausch
  - Echinopsis maximiliana subsp. maximiliana ≡ Lobivia maximiliana subsp. maximiliana
  - Echinopsis maximiliana subsp. caespitosa (J.A.Purpus) M.Lowry ≡ Lobivia maximiliana subsp. caespitosa (J.A.Purpus) Rausch ex G.D.Rowley
  - Echinopsis maximiliana subsp. westii (Hutchison) M.Lowry ≡ Lobivia maximiliana subsp. westii (Hutchison) Rausch ex G.D.Rowley
- Echinopsis meyeri Heese = Acanthocalycium rhodotrichum subsp. rhodotrichum
- Echinopsis minuana Speg. = Acanthocalycium rhodotrichum subsp. rhodotrichum
- Echinopsis mirabilis Speg. ≡ Setiechinopsis mirabilis (Speg.) Backeb. ex de Haas
- Echinopsis molesta Speg. = Acanthocalycium leucanthum (Gillies ex Salm-Dyck) Schlumpb.
- Echinopsis obrepanda (Salm-Dyck) K.Schum. ≡ Lobivia obrepanda (Salm-Dyck) Schlumpb.
  - Echinopsis obrepanda subsp. obrepanda
  - Echinopsis obrepanda subsp. calorubra (Cárdenas) G.Navarro
  - Echinopsis obrepanda subsp. tapecuana (F.Ritter) G.Navarro
- Echinopsis oxygona (Link) Zucc.
- Echinopsis pachanoi (Britton & Rose) H.Friedrich & G.D.Rowley ≡ Trichocereus macrogonus var. pachanoi (Britton & Rose) Albesiano & R.Kiesling
- Echinopsis pampana (Britton & Rose) D.R.Hunt ≡ Lobivia pampana Britton & Rose
- Echinopsis pentlandii (Hook.) Salm-Dyck ex A.Dietr. ≡ Lobivia pentlandii (Hook.) Britton & Rose
- Echinopsis peruviana (Britton & Rose) H.Friedrich & G.D.Rowley = Trichocereus macrogonus (Salm-Dyck) Riccob.
  - Echinopsis peruviana subsp. peruviana
  - Echinopsis peruviana subsp. puquiensis (Rauh & Backeb.) Ostolaza
- Echinopsis pojoensis Cárdenas = Lobivia bridgesii subsp. vallegrandensis (Cárdenas) Schlumpb.
- Echinopsis pseudomamillosa Cárdenas = Lobivia obrepanda (Salm-Dyck) Schlumpb.
- Echinopsis pugionacantha Rose & Boed. ex Boed. ≡ Lobivia pugionacantha (Rose & Boed.) Backeb.
  - Echinopsis pugionacantha subsp. pugionacantha ≡ Lobivia pugionacantha subsp. pugionacantha
  - Echinopsis pugionacantha subsp. rossii (Boed.) G.Navarro  ≡ Lobivia pugionacantha subsp. rossii (Boed.) Guiggi
- Echinopsis quadratiumbonata (F.Ritter) D.R.Hunt ≡Soehrensia quadratiumbonata (F.Ritter) Schlumpb.
- Echinopsis rhodotricha K.Schum. ≡ Acanthocalycium rhodotrichum (K.Schum.) Schlumpb.
  - Echinopsis rhodotricha subsp. rhodotricha ≡ Acanthocalycium rhodotrichum subsp. rhodotrichum
  - Echinopsis rhodotricha subsp. chacoana (Schütz) P.J.Braun & Esteves ≡ Acanthocalycium rhodotrichum subsp. chacoanum (Schütz) Schlumpb.
- Echinopsis riviere-de-caraltii Cárdenas = Lobivia obrepanda (Salm-Dyck) Schlumpb.
- Echinopsis saltensis Speg. ≡ Chamaecereus saltensis (Speg.) Schlumpb.
- Echinopsis sanguiniflora (Backeb.) D.R.Hunt = Echinopsis jajoiana (Backeb.) Blossf.
- Echinopsis santaensis (Rauh & Backeb.) H.Friedrich & G.D.Rowley = Trichocereus macrogonus var. pachanoi (Britton & Rose) Albesiano & R.Kiesling
- Echinopsis schickendantzii F.A.C.Weber ≡ Soehrensia schickendantzii (F.A.C.Weber) Schlumpb.
- Echinopsis schieliana (Backeb.) D.R.Hunt ≡ Lobivia schieliana Backeb.
- Echinopsis schoenii (Rauh & Backeb.) H.Friedrich & G.D.Rowley = Trichocereus macrogonus var. pachanoi (Britton & Rose) Albesiano & R.Kiesling
- Echinopsis schreiteri (A.Cast.) Werderm. ≡ Chamaecereus schreiteri (A.Cast.) Schlumpb.
- Echinopsis scopulicola (F.Ritter) Mottram = Lobivia bridgesii (Salm-Dyck) Schlumpb.
- Echinopsis silvestrii Speg.
- Echinopsis skottsbergii (Backeb.) H.Friedrich & G.D.Rowley ≡ Leucostele skottsbergii (Backeb. ex Skottsb.) P.C.Guerrero & Helmut Walter
- Echinopsis smrziana Backeb. ≡Soehrensia smrziana (Backeb.) Backeb.
- Echinopsis spachiana (Lem.) H.Friedrich & G.D.Rowley ≡ Soehrensia spachiana (Lem.) Schlumpb.
- Echinopsis spinibarbis (Otto ex Pfeiff.) A.E.Hoffm. ≡ Cereus spinibarbis Hort.Berol. ex Pfeiff.
- Echinopsis strigosa (Salm-Dyck) H.Friedrich & G.D.Rowley ≡ Soehrensia strigosa (Salm-Dyck) Schlumpb.
- Echinopsis subdenudata Cárdenas ≡ Lobivia subdenudata (Cárdenas) Schlumpb.
- Echinopsis sucrensis Cárdenas = Echinopsis huotii (F.Cels) Labour.
- Echinopsis tacaquirensis (Vaupel) H.Friedrich & G.D.Rowley ≡ Trichocereus tacaquirensis (Vaupel) Cárdenas ex Backeb.
  - Echinopsis tacaquirensis subsp. tacaquirensis ≡ Trichocereus tacaquirensis subsp. tacaquirensis
  - Echinopsis tacaquirensis subsp. taquimbalensis (Cárdenas) G.Navarro ≡ Trichocereus tacaquirensis subsp. taquimbalensis (Cárdenas) Guiggi
- Echinopsis taratensis (Cárdenas) H.Friedrich & G.D.Rowley ≡ Lobivia taratensis Cárdenas
- Echinopsis tarijensis (Vaupel) H.Friedrich & G.D.Rowley ≡ Soehrensia tarijensis (Vaupel) Schlumpb.
  - Echinopsis tarijensis subsp. tarijensis
  - Echinopsis tarijensis subsp. herzogiana (Cárdenas) G.Navarro
  - Echinopsis tarijensis subsp. totorensis (Cárdenas) G.Navarro
- Echinopsis tarmaensis (Rauh & Backeb.) H.Friedrich & G.D.Rowley = Trichocereus cuzcoensis Britton & Rose
- Echinopsis tegeleriana (Backeb.) D.R.Hunt ≡ Lobivia tegeleriana Backeb.
- Echinopsis terscheckii (J.Parm. ex Pfeiff.) H.Friedrich & G.D.Rowley ≡ Leucostele terscheckii (J.Parm. ex Pfeiff.) Schlumpb.
- Echinopsis thelegona (F.A.C.Weber) H.Friedrich & G.D.Rowley ≡ Soehrensia thelegona (F.A.C.Weber) Schlumpb.
- Echinopsis thelegonoides (Speg.) H.Friedrich & G.D.Rowley ≡ Soehrensia thelegonoides (Speg.) Schlumpb.
- Echinopsis tiegeliana (Wessner) D.R.Hunt ≡ Lobivia tiegeliana Wessner
- Echinopsis trichosa (Cárdenas) H.Friedrich & G.D.Rowley
- Echinopsis tubiflora (Pfeiff.) Zucc. ex K.Schum.
- Echinopsis tulhuayacensis (Ochoa) H.Friedrich & G.D.Rowley = Trichocereus cuzcoensis Britton & Rose
- Echinopsis tunariensis (Cárdenas) H.Friedrich & G.D.Rowley ≡ Leucostele tunariensis (Cárdenas) Schlumpb.
- Echinopsis uyupampensis (Backeb.) H.Friedrich & G.D.Rowley = Trichocereus chalaensis Rauh & Backeb.
- Echinopsis vasquezii (Rausch) G.D.Rowley ≡ Soehrensia vasquezii (Rausch) Schlumpb.
- Echinopsis vatteri (R.Kiesling) G.D.Rowley = Soehrensia huascha subsp. huascha
- Echinopsis volliana (Backeb.) H.Friedrich & G.D.Rowley ≡ Soehrensia volliana (Backeb.) Schlumpb.
- Echinopsis walteri (R.Kiesling) H.Friedrich & Glaetzle ≡ Soehrensia walteri (R.Kiesling) Schlumpb.
- Echinopsis werdermannii Frič ex Z.Fleisch. = Echinopsis oxygona (Link) Zucc. ex Pfeiff.
- Echinopsis yuquina D.R.Hunt = Lobivia rauschii Zecher

Synonyme der Gattung sind Trichocereus Riccob., Chamaecereus Britton & Rose, Lobivia Britton & Rose, Hymenorebulobivia Frič, Lobiviopsis Frič, Rebulobivia Frič, Soehrensia Backeb., Hymenorebutia Frič ex Buining, Setiechinopsis (Backeb.) de Haas, Acantholobivia Backeb., Pseudolobivia Backeb., Reicheocactus Backeb., Helianthocereus Backeb., Echinolobivia Y.Itô, Leucostele Backeb., Acantholobivoa Y.Itô, Acanthopetalus Y.Itô, Furiolobivia Y.Itô, Mesechinopsis Y.Itô, Neolobivia (Backeb.) Y.Itô, Salpingolobivia Y.Itô, Cinnabarinea Frič ex F.Ritter, Acanthanthus Y.Itô und Cylindrolobivia Y.Itô.

## Botanische Geschichte
Samenuntersuchungen von Heimo Friedrich (1974) sowie Friedrich und Wolfgang Glätzle (1983) führten dazu, dass die vorher eigenständigen Gattungen Helianthocereus, Hymenorebutia, Pseudolobivia, Soehrensia und Trichocereus zur Gattung Echinopsis gestellt wurden.

## Nachweise

## Weiterführende Literatur
- Sofía Albesiano, Teresa Terrazas: Cladistic analysis of Trichocereus (Cactaceae: Cactoideae: Trichocereeae) based on morphological data and chloroplast DNA sequences. In: Haseltonia. Nummer 17, 2012, S. 3–23 (PDF).
- Sofía Albesiano, Roberto Kiesling: Identity and neotypification of Cereus macrogonus, the Type of the generic name Trichocereus (Cactaceae). In: Haseltonia. Nummer 17, 2012, S. 24–34 (PDF).
- Sofía Albesiano: A new taxonomic treatment of the genus Trichocereus (Cactaceae) in Chile. In: Haseltonia. Band 18, 2012, S. 116–139 (doi:10.2985/026.018.0114).
- M. L. Las Peñas, R. Kiesling, G. Bernardello. Karyotype, Heterochromatin, and Physical Mapping of 5S and 18-5.8-26S rDNA Genes in Setiechinopsis (Cactaceae), an Argentine Endemic Genus. In: Haseltonia. Band 16, 2011, S. 83–90, DOI:10.2985/1070-0048-16.1.83.
- Boris O. Schlumpberger, Susanne S. Renner: Molecular phylogenetics of Echinopsis (Cactaceae): polyphyly at all levels and convergent evolution of pollination modes and growth forms. In: American Journal of Botany. Band 99, Nr. 8, 2012, S. 1335–1349 (doi:10.3732/ajb.1100288).
- Boris O. Schlumpberger: New combinations in the Echinopsis alliance. In: Cactaceae Systematics Initiatives. Band 28, 2012, S. 29–31.